# 835 Olivia
835 Olivia eller A916 SH är en asteroid i huvudbältet, som upptäcktes den 23 september 1916 av den tyske astronomen Max Wolf. Det är okänt vad eller vem asteroiden senare namngavs efter.
Olivias senaste periheliepassage skedde den 19 maj 2020.